# دونوفان ريكيتس
دونوفان ريكيتس (بالإنجليزية: Donovan Ricketts) هو لاعب كرة قدم جمايكي معتزل في مركز حراسة المرمى ولد في يوم 7 يونيو 1977 في مدينة مونتيغو باي في جمايكا، لعب مع نادي وداده ومونتيغو باي يونايتد و نادي غالاكسي و فيليج يونايتد في جمايكا وبولتون واندررز وبرادفورد سيتي في إنجلترا ولعب مع لوس أنجلوس جلاكسي وبورتلاند تيمبرز ونادي أورلاندو سيتي في الولايات المتحدة ولعب مع مونتريال إمباكت في كندا، كما لعب مع منتخب جامايكا لكرة القدم في 100 مباراة دولية ومثل المنتخب في بطولة كأس العالم لكرة القدم 1998 في فرنسا، يبلغ طول اللاعب 193 سم.

## روابط خارجية
- دونوفان ريكيتس على موقع الاتحاد الدولي (مؤرشف)  (الإنجليزية)
- دونوفان ريكيتس على موقع الدوري الأمريكي (الإنجليزية)
- دونوفان ريكيتس على موقع قاعدة بيانات كرة القدم.إي يو (الإنجليزية)
- دونوفان ريكيتس على موقع ناشيونال فوتبول تيمز (الإنجليزية)
- دونوفان ريكيتس على موقع Soccerbase.com (لاعب) (الإنجليزية)
- دونوفان ريكيتس على موقع Soccerway.com (الإنجليزية)
- دونوفان ريكيتس على موقع عالم كرة القدم.نت (الإنجليزية)
- دونوفان ريكيتس على موقع AS.com (الإسبانية)